# جی‌آن (دوره)

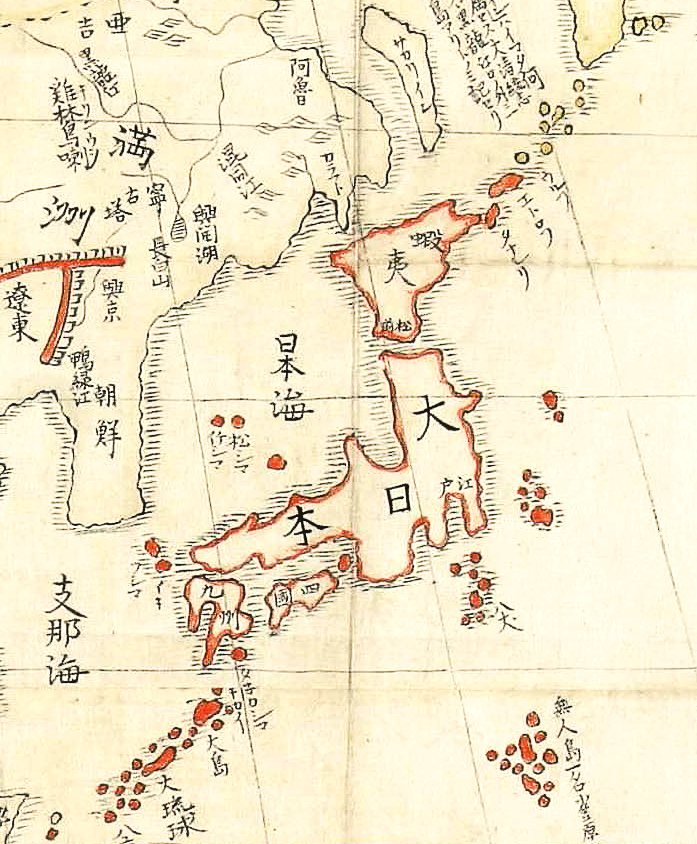
"فهرست گلها" (۱۸۰۶)؛ نقشه ژاپن؛ متعلق به آرشیو ملی ژاپن

جی‌آن (به ژاپنی: 治安 Jian)؛ نام یک عصر تاریخی ژاپنی (نِنگُو) بود. این عصر بعد از  کاننین و قبل از مانجو (دوره) قرار داشت و از فوریه ۱۰۲۱ تا ژوئیه ۱۰۲۴ میلادی به طول انجامید. در طی این عصر امپراتور گو-ایچیجو امپراتور ژاپن بود.